# 吴自良
吴自良（1917年12月25日—2008年5月24日），生于浙江金华浦江县，中国近代材料学家，中国科学院院士。由于对分离铀235同位素的突出贡献，而被认定为中华人民共和国的两弹一星元勋。

## 生平

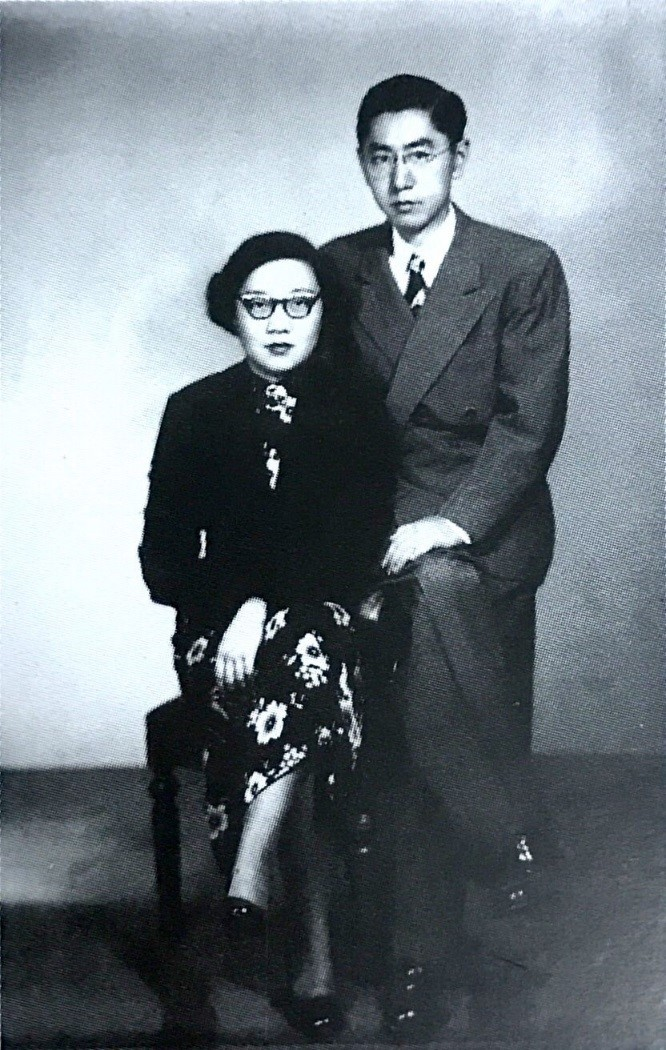
吴自良与其妻子徐仁

吴自良生于浦江县前吴村。父亲吴宝瑔是清朝秀才，后做过律师。吴自良排行第七，上有三个哥哥和三个姐姐。他幼年丧父，由母亲和兄姐抚养成人。
吴自良自幼在家读私塾，1926年入浦江县立浦阳小学。1929年，考入浙江省立第一中学。1932年，考入杭州高级中学。1935年，考入位于天津的国立北洋大学工学院矿冶系，一年后转入新开设的航空机械系。1937年抗日战争爆发后，北洋大学迁至陕西省城固县，与焦作工学院合并为西北工学院。1939年，吴自良毕业，被分配到垒允飞机制造厂设计科任设计员。1942年，工厂遭日军轰炸，吴自良随工厂撤退到昆明，进入中央机器厂，任副工程师。1943年，赴美留学，在卡内基理工大学（今卡内基·梅隆大学）冶金系读研究生。1948年，获理学博士学位，并留在卡内基理工学院金属研究所作博士后。1949年，任纽约锡腊丘兹大学（雪城大学）材料系副研究员。
1950年冬，为发展新中国冶金科技事业，吴自良取道香港回国，在唐山北方交通大学冶金系任教授。1951年夏，任中国科学院工学实验馆（今中国科学院上海微系统与信息技术研究所）研究员，进行物理冶金方面的科研工作，先后担任物理冶金研究室主任、副所长等直到撤职，文革后已年近六旬的吴自良重返科研岗位，专注于大规模集成电路用硅材料的品质因素和材料工艺方面的研究。1988年后，吴自良转向研究高温超导体YBa2Cu307(YBCO)-x軸中的氧扩散机制。

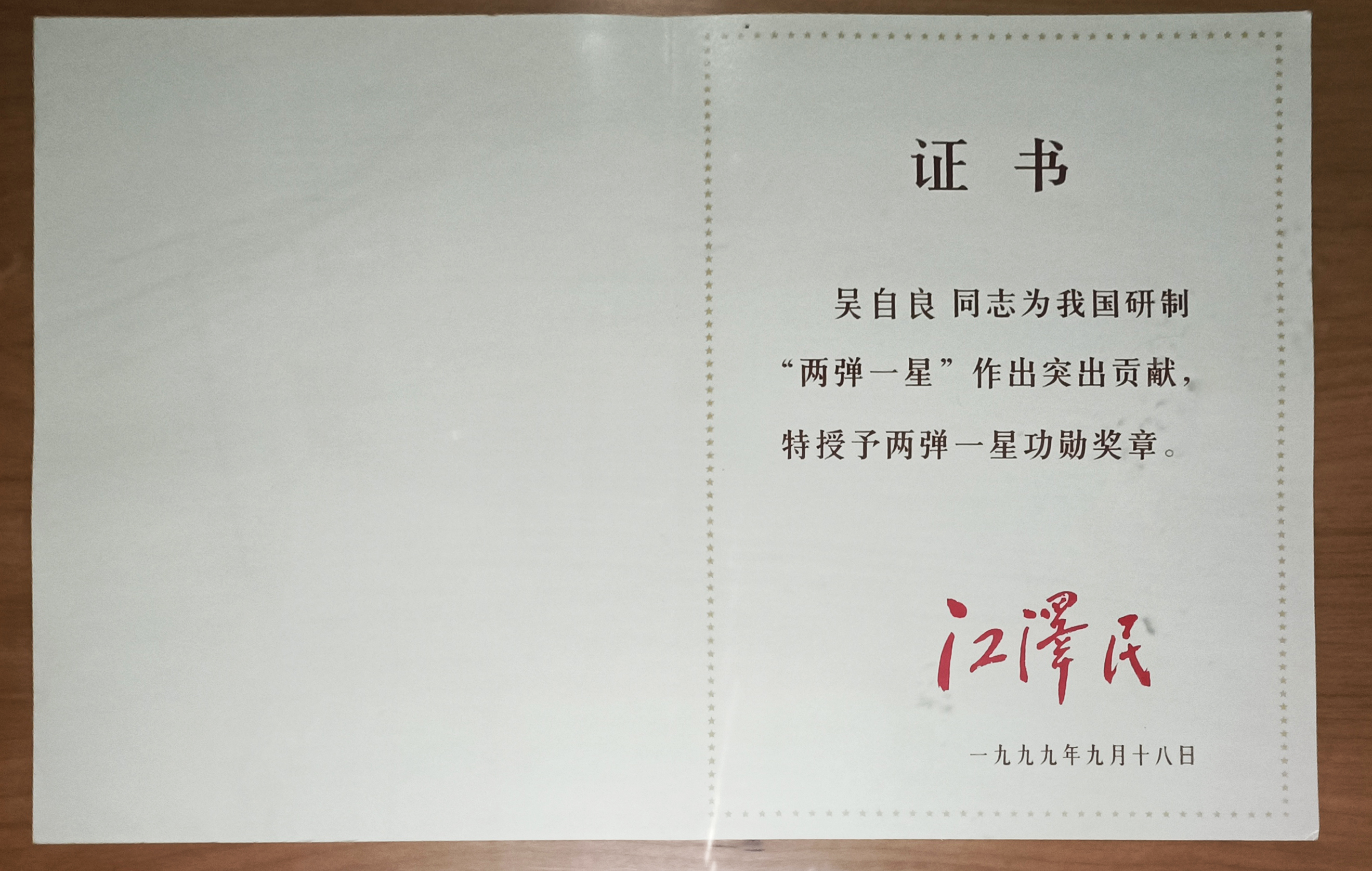
吴自良的两弹一星功勋奖章证书，位于西南交通大学校史馆内
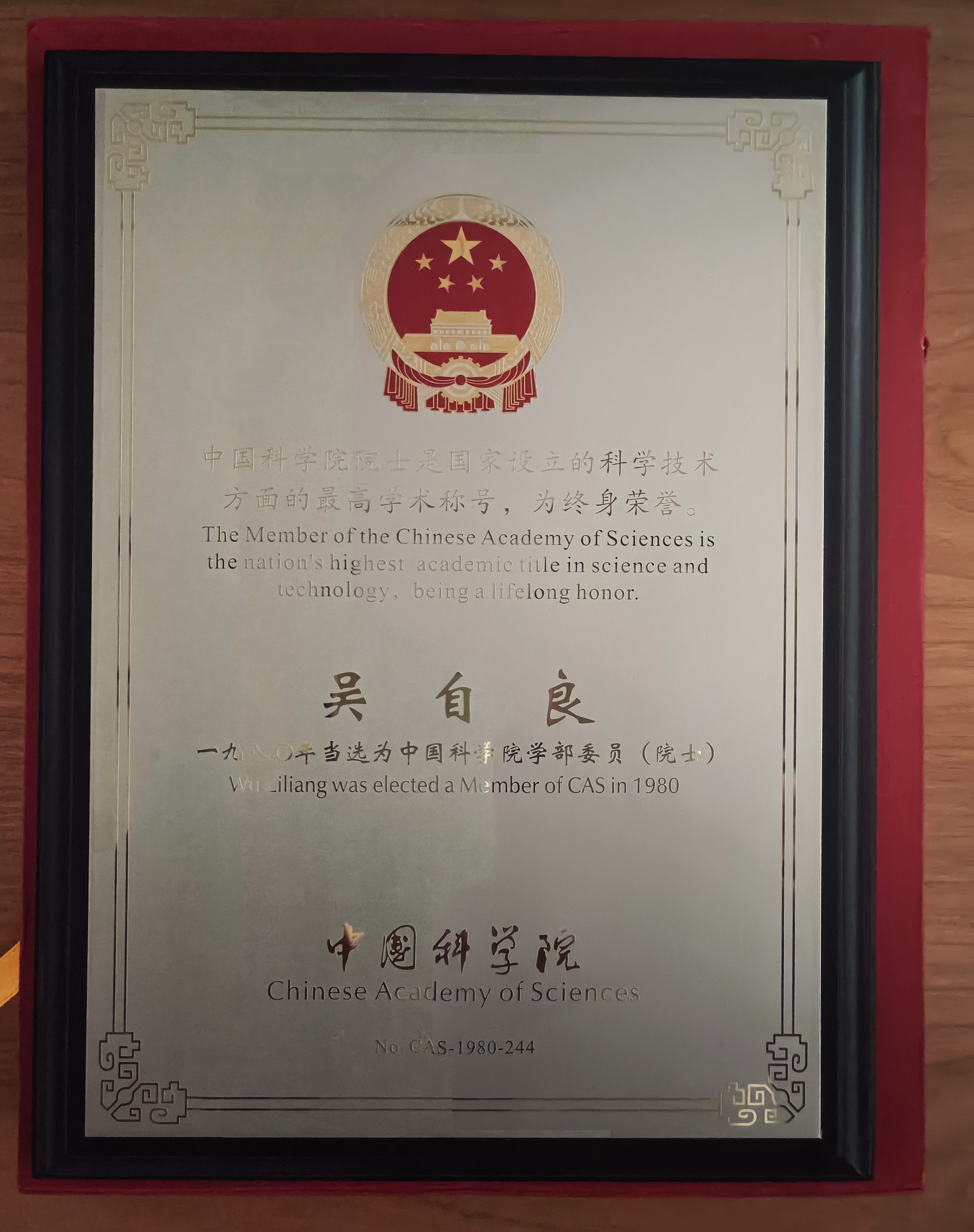
吴自良的中国科学院院士牌，位于西南交通大学校史馆内